# Gagrella ceramensis
Gagrella ceramensis is een hooiwagen uit de familie Sclerosomatidae.